# 10.04.10
10.04.10 – śledczy film dokumentalny w reżyserii Anity Gargas opowiadający o pierwszych godzinach po katastrofie smoleńskiej. 
Film kręcony był przez kilka tygodni w Smoleńsku, gdzie  autorzy starali się dotrzeć do wszystkich istotnych świadków zdarzenia. Niektóre ujęcia w filmie zostały wykonane ukrytą kamerą. W filmie wykorzystano w całości m.in. amatorski film Samolot płonie nakręcony telefonem komórkowym tuż po katastrofie oraz jedną z wersji filmu nakręconego przez pracownika TVP, montażystę Sławomira Wiśniewskiego, który uwiecznił wrak TU 154M na miejscu katastrofy a także 1:20h materiału nakręconego z hotelu Nowyj bezpośrednio na ścieżkę podejścia do lotniska Sewiernyj (w tym podejście do lądowania Ił-76 z funkcjonariuszami FSO). 
W filmie wypowiadają się Jadwiga Kaczyńska, Sławomir Wiśniewski (montażysta TVP, autor zdjęć filmowych nakręconych na miejscu katastrofy tuż po wypadku), Piotr Głod (pracownik kancelarii Prezydenta RP), Krzysztof Zalewski (ekspert lotniczy), Janusz Więckowski (pilot samolotów Tupolew), mjr Andriej Koronczik (pilot, pracownik lotniska Siewiernyj), mieszkańcy Smoleńska oraz osoba przedstawiająca się jako Władimir Safonienko, twierdząca, że jest autorem amatorskiego filmu z miejsca katastrofy, zwanego Samolot płonie).
Przy tworzeniu filmu współpracował Rafał Dzięciołowski, Anna Sarzyńska, Konrad Falęcki; jako tłumacz Jan Matkowski. W produkcji wykorzystano zdjęcia Piotra Ferenca.
Film był anonsowany jako Pierwszy film śledczy o tragedii smoleńskiej.
Prapremiera filmu odbyła się w kinie Palladium w Warszawie 4 kwietnia 2011, a 6 kwietnia płyta DVD z filmem została dołączona do wydania "Gazety Polskiej".
12 maja 2011 odbył się pokaz filmu w Ośrodku Polskich Organizacji Niepodległościowych (OPON) w Sztokholmie w Szwecji, 15 maja 2011 pokaz w Sydney w Australii, a 22 czerwca 2011 pokaz w Parlamencie Europejskim w Brukseli.